# Sékondi
Sekondi, ou Sekondi-Takoradi, est une ville et port du sud-ouest du Ghana, capitale de la région Occidentale, sur le golfe de Guinée, à proximité de la Côte d'Ivoire. C'est la troisième ville du pays avec une population d'environ 445 000 personnes en 2012, et un centre commercial et industriel. Les industries principales sont le bois de construction, le contreplaqué, les cigarettes, la Construction navale et la réparation des chemins de fer. La ville est située sur la principale ligne ferroviaire reliant Accra et Kumasi.
Provenant chacune de forts hollandais et anglais du XVIIe siècle, Takoradi et Sékondi se sont unies en 1946.

## Histoire

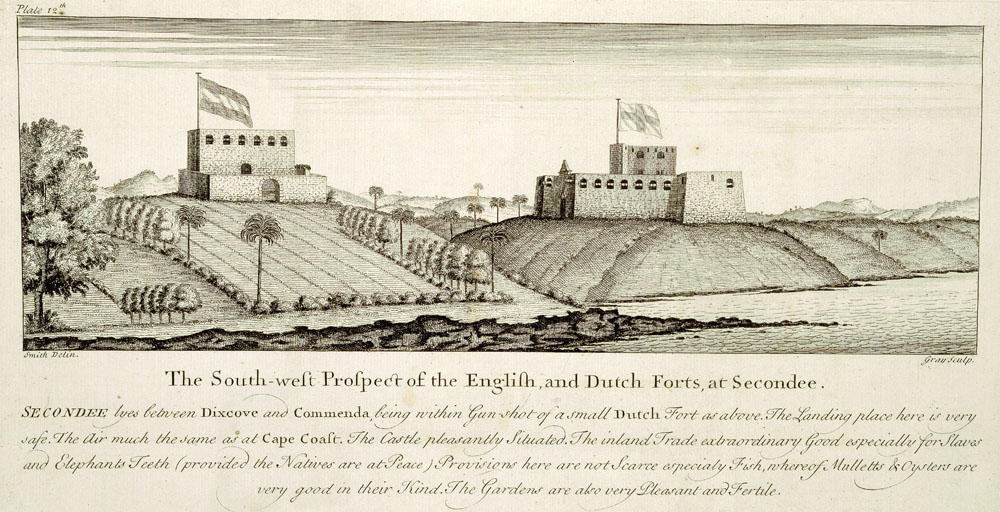
Forts britannique et néerlandais à Sékondi.

Les forts de la côte du Ghana ont joué un rôle important dans son histoire. La concurrence entre les commerçants européens a conduit à la construction de plus de 60 forts et comptoirs commerciaux le long d'une bande de 500 kilomètres de ce qui était appelé la Gold Coast. Les Portugais furent les premiers venus (1470 à 1600), mais ils ont été suivis par les Hollandais, les Français, les Anglais, les Suédois et les Danois qui ont tous bâti des forts au XVIIe siècle, parfois à portée de vue et de canon les uns des autres. 
À cause de la proximité des mines d'or et d'un accès à l'intérieur non entravé par les lagunes et les marécages de palétuviers comme c'est le cas ailleurs sur la côte du golfe de Guinée, toute l'activité y était concentrée.
Le "Fort Oranje" a été construit par les Hollandais en 1690 sur les fondations d'un comptoir commercial ouvert en 1642. Les Britanniques ont alors entrepris de construire un fort semblable à proximité : Fort Sékondi, dans le but de reprendre le commerce de l'or aux Hollandais, mais il n'en reste rien aujourd'hui car les Français l'ont rasé en 1779. En 1874, Fort Oranje a été pris par les Anglais avec le reste de la zone côtière qui a été déclarée colonie de la couronne. Fort Oranje sert maintenant de phare et de quartier d'habitation pour les autorités du port.

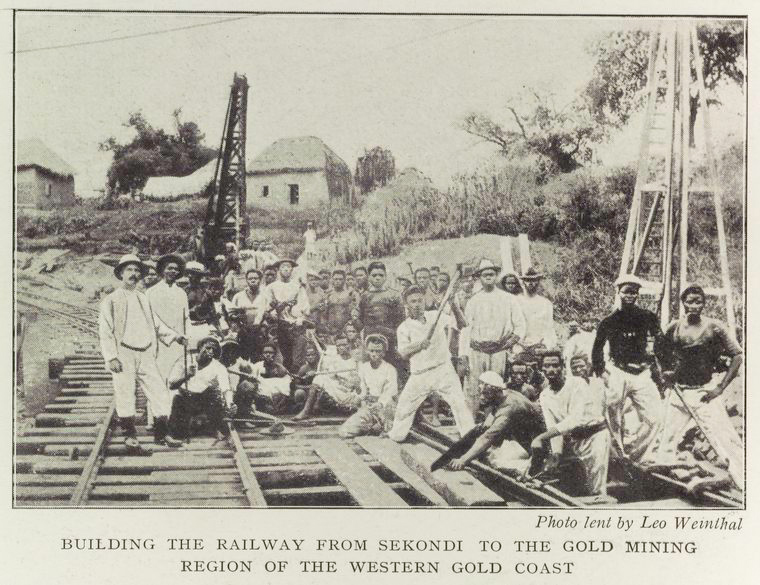
Construction d'une ligne de chemin de fer reliant Sékondi à la région minière (1910).

Sekondi, aujourd'hui agrandi, s'est développé et a prospéré à partir du chemin de fer, construit en 1903, menant aux ressources minières et de bois de l'intérieur du pays. Takoradi possède un important port de pêche en haute-mer, le premier du Ghana, construit en 1928. Les deux villes se sont unies en 1946.
Sékondi a accueilli des matches de la Coupe d'Afrique des nations de football 2008 à l'Essipong Sports Stadium.

## Démographie
La majorité des Ghanéens du sud sont chrétiens alors qu'au nord sont concentrés les animistes et les musulmans. La même répartition s'applique aux pays voisins car l'expansion musulmane du VIIIe au XIIIe siècle, n'a pas atteint la côte qui a été plus tard soumise à l'influence européenne.[pas clair]

## Administration
Le district métropolitain de Sékondi-Takoradi est constitué de quatre districts sous-métropolitains sub-metro : Sekondi, Takoradi, Essikado-Ketan et Effia Kwesimintsim.

## Économie

Coupe d'Afrique des nations de football 2008 au stade de Sékondi.

Sekondi-Takoradi est jumelée avec les villes de Boston (Massachusetts) et Oakland (Californie) et maintient un lien avec Plymouth (Royaume-Uni).
Takoradi possède un centre de formation technologique de haut niveau, le Takoradi Technical Institute, TTI, comptant 1 400 étudiants, financé par le gouvernement allemand à travers GTZ/GOPA. Takoradi Technical Institute héberge un laboratoire de fabrication, équipé par le Massachusetts Institute of Technology (MIT), le seul de ce type en Afrique.
Mercy Foundation International est une ONG qui travaille avec les enfants de la rue et défavorisés. Elle a récemment[Quand ?] ouvert un cyber-café et un centre de formation afin de mieux se familiariser, maîtriser et acquérir des compétences avec les ordinateurs.

## Religion
Sekondi-Takoradi est le siège d'un évêché catholique créé le 20 novembre 1969.

## Personnalités liées à la ville
- Gyedu-Blay Ambolley, musicien et chanteur né à Sékondi en 1947.
- Nadia Buari, actrice.